# 謝紳
謝紳（1414年—？），字偉儀，江西吉安府萬安縣人，民籍。明朝政治人物。進士出身。

## 生平
江西鄉試第九名。正統七年（1442年）壬戌科會試第三十七名，殿試登進士第三甲第二十五名。

## 家族
曾祖謝耕隱。祖父謝敬常，曾任汀州府推官。父亲謝載驅。